# Motorsport i Afrika
Afrika är den fattigaste världsdelen på jorden, och därmed har det inte funnits särskilt mycket resurser till organiserad motorsport. I många afrikanska länder existerar den över huvud taget inte, och det är bara i Sydafrika där banracing är etablerat. Rhodesia var även de en stormakt inom roadracing innan Robert Mugabes regim tog över och skapade Zimbabwe, som snabbt förvandlades till ett av världens fattigaste länder. I övrigt är afrikanska länder mest kända för Safarirallyt och Dakarrallyt, som båda har äventyrskaraktär.
I stort sett alla av Afrikas kända utövare har varit vita minoritetssydafrikaner under apartheidtiden 1948-1990, samt vita farmare ifrån Rhodesia, som sedan utvandrat till Europa.

## Kända utövare
- Kork Ballington
- Paddy Driver
- Ian Duncan
- Jon Ekerold
- Gary Hocking
- Jim Redman
- Tony Maggs
- Shekhar Mehta
- Jody Scheckter
- Tomas Scheckter

## Mekaniker, designer och organisatörer
- Rory Byrne
- Gordon Murray
- Tony Teixeira

## Länder
- Algeriet
- Angola
- Benin
- Botswana
- Burkina Faso
- Burundi
- Centralafrikanska republiken
- Djibouti
- Egypten
- Ekvatorialguinea
- Elfenbenskusten
- Eritrea
- Etiopien
- Gabon
- Gambia
- Ghana
- Guinea
- Guinea-Bissau
- Kamerun
- Kap Verde
- Kenya
- Komorerna
- Kongo-Brazzaville
- Kongo-Kinshasa
- Lesotho
- Liberia
- Libyen
- Madagaskar
- Malawi
- Mali
- Marocko
- Mauretanien
- Mauritius
- Moçambique
- Namibia
- Niger
- Nigeria
- Rwanda
- São Tomé och Príncipe
- Senegal
- Seychellerna
- Sierra Leone
- Somalia
- Sudan
- Sydafrika
- Swaziland
- Tanzania
- Tchad
- Togo
- Tunisien
- Uganda
- Zambia
- Zimbabwe